# Crimen de Los Galindos
El crimen de Los Galindos fue un crimen múltiple en el que fueron asesinadas cinco personas. Tuvo lugar el 22 de julio de 1975 en el cortijo de Los Galindos, situado en el término municipal de Paradas, en la provincia de Sevilla, Andalucía, España. Nunca se descubrió al culpable o culpables.

## Cortijo
El cortijo de Los Galindos era propiedad de María de las Mercedes Delgado y Durán (Madrid 1934-Sevilla 2019), que, en el año 1954, se casó con Gonzalo Fernández de Córdova y Topete (Sevilla 1917-Sevilla 2015), marqués de Valparaíso y de Grañina, militar de carrera que, tras contraer matrimonio, abandonó el Ejército para dedicarse a la gestión de las cinco fincas propiedad de su esposa. Para ello, nombró administrador a Antonio Gutiérrez Martín, también oficial del Ejército, que pasó a la reserva como teniente de Artillería y continuó colaborando con el marqués en la vida civil.
La propiedad tiene una extensión de alrededor de 400 hectáreas y se dedicaba principalmente al cultivo de trigo y girasol, aunque una pequeña parte era olivar. Se encuentra situado a 5 kilómetros de Paradas. El acceso se realiza a través de un carril que parte de la carretera que une Paradas con El Palomar y que continúa hasta la carretera que une Marchena y Carmona. Las instalaciones constan de un patio de 2000 metros cuadrados y dos viviendas, una de ellas habitada todo el año por la familia del capataz, y otra, para el marqués y su esposa, que solo se utilizaba ocasionalmente.
Actualmente la propiedad se llama «Cortijo de Nuestra Señora de las Mercedes».

## Crímenes
El 22 de julio de 1975 aparecieron en el cortijo los cadáveres de: Juana Martín Macías, de 53 años y esposa del capataz de la finca, Manuel Zapata Villanueva, de 59 años; Ramón Parrilla González, de 40 años y tractorista; Asunción Peralta Montero[cita requerida], de 34 años, y su esposo José González Jiménez, de 27 años y tractorista. Todos ellos eran vecinos de Paradas. El cuerpo del capataz Manuel Zapata, de 59 años, fue el último en aparecer, por lo que durante varios días se creyó que era el asesino; sin embargo, la autopsia demostró que fue el primero en morir. El capataz y su esposa fueron asesinados por golpes con la pieza metálica de una empacadora; Ramón Parrilla, por disparos de escopeta, mientras que Asunción Peralta [cita requerida] y José González, golpeados hasta morir y posteriormente quemados. Se realizaron dos autopsias a los fallecidos: la primera, de manera inmediata tras los crímenes, y la segunda, ocho años después por el profesor doctor Luis Frontela Carreras que entregó un informe completo al juez el 24 de octubre de 1983.

## Sumario
El sumario del caso 20/75, con más de mil folios, se encuentra en paradero desconocido desde agosto de 2014, cuando el derrumbamiento del techo de las dependencias del juzgado de Marchena en que se custodiaba, obligó al traslado de numerosos documentos.

## Prescripción
El crimen prescribió en julio de 1995, 20 años después de los hechos, sin que se llegara a celebrar juicio, dado que no existía ningún sospechoso oficial.

## Libros
- No ficción
  - El crimen de los Galindos: toda la verdad. Autor: Juan Mateo Fernández de Córdova (2019). ISBN 9788418089077
  - El crimen de los Galindos. Autor: Francisco Gil Chaparro (1999). ISBN 9788495197078
  - Orgía de sangre. Autor: Francisco Pérez Abellán (1976). ISBN 9788473800907

- Ficción
  - Basándose en los hechos, el escritor Alfonso Grosso publicó en 1979 una novela titulada Los invitados, que fue finalista del Premio Planeta. Esta obra fue llevada al cine en el año 1987.
  - La novela del crimen de Los Galindos, escrita por el periodista Ismael Fuente. En esta obra se narra en forma de novela, y con los nombres de los protagonistas cambiados, lo que pudo realmente ocurrir en el cortijo de Los Galindos.
  - Los Galindos. La muerte llegó al cortijo. Libro de cómic sobre este crimen, publicado en 2016.

## Cine y televisión
- Los invitados (película de 1987). Dirigida por Víctor Barrera y protagonizada por Amparo Muñoz, Lola Flores, Pedro Reyes y Pablo Carbonell,  está basada en la novela del mismo título escrita por Alfonso Grosso.
- El misterio de Los Galindos. Programa 449 de Cuarto Milenio, temporada 11.
- Los Galindos. Toda la verdad (true crime de 2024).
- El Marqués (miniserie de 2024). Emitida por Telecinco e inspirada en los sucesos reales cuenta con 6 capítulos de 70 minutos, está protagonizada por Victor Clavijo y José Pastor. El reparto se completa con, entre otros, Óscar de la Fuente, Cinta Ramírez, Lara Grube y Paco Tous.[5]